# Modest Hryniewiecki
Modest Hryniewiecki, właśc. Mychajło (ur. 9 listopada 1758 w Lutowiskach  – zm. 1 kwietnia 1823 we Lwowie) – bazylianin, duchowny unicki, prokurator zakonu bazyliańskiego, protoihumen na Galicję klasztorów bazyliańskich, profesor katedry dogmatyki Uniwersytetu Lwowskiego w Studium Ruthenum (Instytut Ruski), dziekan wydziału teologii, rektor tegoż Uniwersytetu w roku akademickim 1822/1823, działacz nauki i kultury ruskiej.

## Życiorys
Urodził się 9 listopada 1758 w Lutowiskach. Syn duchownego unickiego wywodzącego się z dawnego ruskiego rodu szlacheckiego (bojarskiego). W latach młodości ukończył tzw. szkoły gramatykalne i humaniora w Samborze. W 1777 wstąpił do zakonu Bazylianów, 8 grudnia w klasztorze w Dobromilu przyjął imię Melecjusz. Ze względu na brak wymaganych lat do złożenia ślubów zakonnych został odesłany do monasteru Spasa na nauki, a stamtąd do Zamościa na studia filozoficzne. Po ukończonych studiach filozoficznych w 1781 roku został przeniesiony do Drohobycza na funkcję magistra szkół gramatykalnych nauczając przez kolejne dwa lata. 23 marca 1783 roku w Dobromilu złożył śluby zakonne, przy których imię Melecjusz zamienił na Modest. Następnie pełnił obowiązki w Larosowie ucząc kleryków zakonnych retoryki, skąd po upływie roku przyjechał do Lwowa gdzie przebywał w seminarium na kursie teologicznym Uniwersytetu Lwowskiego. Ze względów zdrowotnych, po namowie lekarza, opuścił seminarium i zamieszkał w klasztorze św. Jerzego kończąc kurs teologiczny. W tym samym czasie uczył się prawa cywilnego i języka niemieckiego. W 1789 po zakończeniu nauki otrzymał funkcję kierowniczą katedry dogmatyki Uniwersytetu Lwowskiego. Katedrą tą kierował jako profesor niemalże do śmierci. 7 grudnia 1789 przyjął święcenia kapłańskie z rąk unickiego biskupa lwowskiego Piotra Bielańskiego Rittera. W 1803 przyjął obowiązki zakonne procurator causarum, które wypełniał do 1822 - „uchodził bowiem za najświatlejszego Bazylianina swego czasu, którego radziły się wszystkie zakony w sprawach spornych i trudnych”. Wykłady przeprowadzał, o co sam zabiegał, w języku ruskim, później także po łacinie. Ponadto w 1822 wybrany został prowincjałem. Wieloletni dziekan wydziału teologii m.in. w latach 1800, 1801, 1818, 1823, W roku akademickim 1821/1822 pełnił funkcję rektora Uniwersytetu Lwowskiego. Od 1803 roku dekretem kancelarii nadwornej zobowiązującym rektorat i profesorów uniwersyteckich do zapoznawania się z wydawanymi pracami pod kątem lojalności autorów względem państwa, Modest Hryniewiecki otrzymał obowiązek korekty książek i manuskryptów pisanych cyrylicą, grażdanką oraz skoropisem.
Modest Hryniewiecki prowadził także działania związane z rozwojem nauki i kultury ruskiej w Galicji. Analiza jego prac wykazała, iż dążył on do udoskonalania języka ruskiego opierając się na języku cerkiewnosłowiańskim i literaturze z XVII oraz pierwszej połowy XVIII wieku, a także „Gramatyce” Melecjusza Smotryckiego, której znaczenie niejednokrotnie podkreślał. Współczesny mu autor wspomina w swojej pracy, iż: „profesor hermeneutyki Akademii Lwowskiej, tłumacz z greki, ojciec Modest Hryniewiecki, w dzień śmierci cesarza Józefa II wygłosił referat w języku 'słowiańskim (ruskim)', który audytorium przyjęło z wielką satysfakcją”. Należał do działaczy, którzy wyegzekwowali od władzy w Wiedniu pozwolenie na nauczanie religii w języku ruskim w szkołach elementarnych i parafialnych. W 1807 zlikwidowano Instytut Ruski, a następnie zniesiono język ruski jako wykładowy na Uniwersytecie. Hryniewiecki doradzał biskupowi Snihurskiemu podjęcie dążenia do przywrócenia możliwości nauczania w mowie ojczystej na szczeblu akademickim. 
Utrzymywał kontakty z przedstawicielami nauki różnych środowisk z Polakami, Austriakami, Niemcami, Rosjanami, duchowieństwem prawosławnym i rzymskokatolickim. W 1817 podpisał się pod projektem stworzenia Instytutu Ossolińskich we Lwowie, otrzymywał propozycje objęcia stanowisk profesorskich w Wiedniu i Krakowie. Doskonale znał łacinę, grekę, niemiecki. Tłumaczył ze starogreckiego prace antycznych autorów, prowadził korespondencję po niemiecku, prowadził wykłady po łacinie. Poza teologią i filozofią, Hryniewiecki zajmował się historią i kulturą, literaturoznawstwem, językoznawstwem, zbierał rękopisy drukowane i zabytki piśmiennictwa, paleografią oraz bibliografią. 
W 1803 jako reprezentant duchowieństwa greckokatolickiego był delegatem do cesarza z prośbą o wskrzeszenie greckokatolickiej metropolii halickiej. 
W 1817 wpisany został jako baron do metryki Stanów Galicyjskich i zasiadał jako deputat kapituły na sejmach. 